# الکسی اورسکی
الکسی اورسکی (روسی: Алексей Иванович Уверский؛ ۱۲ فوریه ۱۸۸۶ – ۱۹۴۲) بازیکن فوتبال اهل روسیه بود.
وی همچنین در تیم ملی فوتبال روسیه بازی کرده‌است.